# Sabot
Ved en sabot forstås to eller flere støttende klodser, der omslutter et projektil (betegnes ofte som en granat, selv om det ikke er eksplosivt), og som bortkastes, når projektilet og sabot'en har forladt løbet på et skydevåben, normalt en kanon. Ordet sabot er fransk for træsko, der jo let kan sparkes af.
Formålet med at anvende en sabot omkring et projektil er, at der kan anvendes et projektil med en mindre kaliber, end kanonens kaliber. Dette anvendes ofte på små men meget tunge panserbrydende projektiler fremstillet af f.eks. wolfram eller forarmet uran. Projektilerne kan afskydes af eksisterende kanoner (der således også kan benyttes til andre og større typer granater), granaterne kan afskydes med stor hastighed, de har mindre luftmodstand, og den kinetiske energi i det tunge projektil koncentreres på et mindre område. 
Eller at der kan anvendes projektiler, der er stabiliseret med finner, der jo ikke slutter tæt til kanonløbet. Denne type projektiler anvendes også som panserbrydende ammunition. De affyres fra glatløbede kanoner, projektilet roterer altså ikke. 